# Klostermühle Salbke
Die Klostermühle Salbke war eine Wassermühle an der Sülze im heute zur Stadt Magdeburg gehörenden Dorf Salbke.

## Geographie
Die Wassermühle befand sich ungefähr dort, wo heute die Bahnstrecke Magdeburg–Leipzig die Sülze überquert. Weiter bachaufwärts lag die Vikarienmühle, von der ein Mühlengehöft erhalten ist.

## Geschichte
Die Mühle war im 12. Jahrhundert durch das Magdeburger Kloster Unser Lieben Frauen errichtet worden. Das Kloster verfügte mit dem Klostergut Salbke über weiteren umfangreichen Grundbesitz im Ort.
Anfang des 18. Jahrhunderts war Nikolaus Nikolai Pächter der Mühle. Er wandte sich vehement gegen den in der Elbe vor Westerhüsen ab 1712 geplanten Bau der Schiffsmühle Westerhüsen. Nikolai führte Beschwerde beim Propst des Klosters und kritisierte vor allem, dass ihm untersagt worden war, dass Korn seiner Kunden aus Westerhüsen abzuholen. Dadurch, dass die Kunden ihre Ware selbst nach Salbke bringen mussten, wollten die Westerhüsener die Konkurrenzfähigkeit ihrer neu errichteten Mühle verbessern. Nikolai ignorierte das Verbot, worauf im März 1715 der Westerhüser Schöppe Martin Böckelmann den Pferdekarren des Klostermüllers samt Ware in Westerhüsen vor dem Gemeindekrug beschlagnahmte. Es kam zu einem Gerichtsprozess, in welchem sich der Klostermüller im Urteil vom 5. Dezember 1716 durchsetzen konnte. Er durfte daraufhin auch wieder zu den Westerhüser Kunden fahren. In der Praxis ging das Westerhüser Geschäft für ihn allerdings auf Dauer doch verlorenen, da die dortige Bevölkerung die eigenen Mühlen bevorzugte.
Im Zuge des Baus der 1839 eingeweihten Eisenbahnstrecke erwarb die Eisenbahngesellschaft die Mühle. In einem Bericht aus dem Jahr 1842 wird die Mühle noch als bestehend aber bereits im Eigentum der Eisenbahngesellschaft geschildert.